# Dekanat Elbląg Śródmieście
Dekanat Elbląg - Śródmieście – jeden z 20 dekanatów w rzymskokatolickiej diecezji elbląskiej.

## Parafie
W skład dekanatu wchodzi 6 parafii:
- Parafia MB Królowej Polski – Elbląg
- Parafia św. Brunona z Kwerfurtu – Elbląg
- Parafia św. Mikołaja – Elbląg
- Parafia Świętej Trójcy – Elbląg-Zatorze
- Parafia Wszystkich Świętych – Elbląg
- Parafia MB Nieustającej Pomocy – Jegłownik

Byłe parafie dekanatu:
- Parafia Wniebowzięcia NMP – Cieplice

## Sąsiednie dekanaty
Elbląg Południe, Elbląg Północ, Malbork I, Nowy Dwór Gdański, Nowy Staw